# Haïti op de Olympische Zomerspelen 1988
Haïti nam deel aan de Olympische Zomerspelen 1988 in Seoel, Zuid-Korea. Er werden geen medailles gewonnen.

## Deelnemers en resultaten

### Atletiek
| Olympiër            | Discipline      | Resultaat | Prestatie                            |
| ------------------- | --------------- | --------- | ------------------------------------ |
| Claude Roumain      | 100m (m)        | 94e       | serie 7: 7de in 11,22                |
| Claude Roumain      | 200m (m)        | 65e       | serie 4: 6de in 22,60                |
| Dieudonné LaMothe   | marathon (m)    | 20e       | 2:16.15                              |
|                     |                 |           |                                      |
| Deborah Saint Phard | kogelstoten (v) | 19e       | kwalificatie groep B: 9de met 16,02m |

### Tennis
| Olympiër      | Discipline    | Resultaat | Prestatie                                                 |
| ------------- | ------------- | --------- | --------------------------------------------------------- |
| Ronald Agénor | enkelspel (m) | 33e       | 1ste ronde: V van MEX Lavalle: 6-3, 3-6, 2-6, 1-2, opgave |

Afghanistan · Algerije · Amerikaanse Maagdeneilanden · Amerikaans-Samoa · Andorra · Angola · Antigua en Barbuda · Argentinië · Aruba · Australië · Bahama’s · Bahrein · Bangladesh · Barbados · België · Belize · Benin · Bermuda · Bhutan · Birma · Bolivia · Bondsrepubliek Duitsland · Botswana · Brazilië · Britse Maagdeneilanden · Brunei · Bulgarije · Burkina Faso · Canada · Centraal-Afrikaanse Republiek · Chili · China · Chinees Taipei · Colombia · Congo-Brazzaville · Cookeilanden · Costa Rica · Cyprus · Denemarken · Djibouti · Dominicaanse Republiek · Duitse Democratische Republiek · Ecuador · Egypte · El Salvador · Equatoriaal-Guinea · Fiji · Filipijnen · Finland · Frankrijk · Gabon · Gambia · Ghana · Grenada · Griekenland · Groot-Brittannië · Guam · Guatemala · Guinee · Guyana · Haïti · Honduras · Hongarije · Hongkong · Ierland · IJsland · India · Indonesië · Irak · Iran · Israël · Italië · Ivoorkust · Jamaica · Japan · Joegoslavië · Jordanië · Kaaimaneilanden · Kameroen · Kenia · Koeweit · Laos · Lesotho · Libanon · Liberia · Libië · Liechtenstein · Luxemburg · Malawi · Malediven · Maleisië · Mali · Malta · Marokko · Mauritanië · Mauritius · Mexico · Monaco · Mongolië · Mozambique · Nederland · Nederlandse Antillen · Nepal · Nieuw-Zeeland · Niger · Nigeria · Noord-Jemen · Noorwegen · Oeganda · Oman · Oostenrijk · Pakistan · Panama · Papoea-Nieuw-Guinea · Paraguay · Peru · Polen · Portugal · Puerto Rico · Qatar · Roemenië · Rwanda · Saint Vincent en de Grenadines · Salomonseilanden · Samoa · San Marino · Saoedi-Arabië · Senegal · Sierra Leone · Singapore · Soedan · Somalië · Sovjet-Unie · Spanje · Sri Lanka · Suriname · Swaziland · Syrië · Tanzania · Thailand · Togo · Tonga · Trinidad en Tobago · Tsjaad · Tsjecho-Slowakije · Tunesië · Turkije · Uruguay · Vanuatu · Venezuela · Verenigde Arabische Emiraten · Verenigde Staten · Vietnam · Zaïre · Zambia · Zimbabwe · Zuid-Jemen · Zuid-Korea · Zweden · Zwitserland